# The Studio Albums 1989-2007
The Studio Albums 1989-2007 är ett boxset av det kanadensiska rockbandet Rush som innehåller alla studioalbum från 1989 till 2007 på 7 CD skivor. Boxsetet gavs ut 30 september 2013. Albumen är Presto (1989), Roll the Bones (1991), Counterparts (1993), Test for Echo (1996), Vapor Trails (2002), Feedback (2004) och Snakes & Arrows (2007). Boxsetet innehåller även en bok med all text till låtarna. 
Versionen av albumet Vapor Trails här är en remix då originalet hade fått kritik av att den lät för högt.

## Låtlista
All musik är skriven av Geddy Lee och Alex Lifeson med texter av Neil Peart om det inte står något annat.

### Skiva ett (Presto)
1. "Show Don't Tell" - 5:01
2. "Chain Lightning" - 4:33
3. "The Pass" - 4:51
4. "War Paint" - 5:24
5. "Scars" - 4:07
6. "Presto" - 5:45
7. "Superconductor" - 4:47
8. "Anagram (For Mongo)"  - 4:00
9. "Red Tide" - 4:29
10. "Hand over Fist" - 4:11
11. "Available Light" - 5:03

### Skiva två (Roll the Bones)
1. "Dreamline" - 4:38
2. "Bravado" - 4:35
3. "Roll the Bones" - 5:30
4. "Face Up" - 3:54
5. "Where's My Thing?"  - 3:49
6. "The Big Wheel" - 5:13
7. "Heresy" - 5:26
8. "Ghost of a Chance" - 5:19
9. "Neurotica" - 4:40
10. "You Bet Your Life" - 5:00

### Skiva tre (Counterparts)
1. "Animate" - 6:05
2. "Stick It Out" - 4:30
3. "Cut to the Chase" - 4:49
4. "Nobody's Hero" - 4:54
5. "Between Sun & Moon" - 4:37
6. "Alien Shore" - 5:45
7. "The Speed of Love" - 5:03
8. "Double Agent" - 4:51
9. "Leave That Thing Alone" - 4:06
10. "Cold Fire" - 4:27
11. "Everyday Glory" - 5:10

### Skiva fyra (Test for Echo)
1. "Test for Echo" – 5:55
2. "Driven" – 4:27
3. "Half the World" – 3:42
4. "The Color of Right" – 4:48
5. "Time and Motion" – 5:01
6. "Totem" – 4:58
7. "Dog Years" – 4:55
8. "Virtuality" – 5:43
9. "Resist" – 4:23
10. "Limbo" – 5:28
11. "Carve Away the Stone" – 4:05

### Skiva fem (Vapor Trails)
1. "One Little Victory" - 5:09
2. "Ceiling Unlimited" - 5:28
3. "Ghost Rider" - 5:41
4. "Peaceable Kingdom" - 5:23
5. "The Stars Look Down" - 4:28
6. "How It Is" - 4:05
7. "Vapor Trail" - 4:58
8. "Secret Touch" - 6:35
9. "Earthshine" - 5:38
10. "Sweet Miracle" - 3:41
11. "Nocturne " - 4:49
12. "Freeze" (Del IV av Fear) - 6:21
13. "Out of the Cradle" - 5:03

### Skiva sex (Feedback)
1. "Summertime Blues" (Jerry Capehart/Eddie Cochran, arr. av Blue Cheer) - 3:53
2. "Heart Full of Soul" (Graham Gouldman, arr. av The Yardbirds)  - 2:53
3. "For What It's Worth" (Stephen Stills, arr. av Buffalo Springfield) - 3:31
4. "The Seeker" (Pete Townshend, arr. av The Who) - 3:27
5. "Mr. Soul" (Neil Young, arr. av Buffalo Springfield) - 3:51
6. "Seven and Seven Is" (Arthur Lee, arr. av Love) - 2:53
7. "Shapes of Things" (Jim McCarty/Keith Relf/Paul Samwell-Smith, arr. av The Yardbirds) - 3:16
8. "Crossroads" (Robert Johnson, arr. av Cream) - 3:26

### Skiva sju (Snakes & Arrows)
1. "Far Cry" - 5:19
2. "Armor and Sword" - 6:36
3. "Workin' Them Angels" - 4:47
4. "The Larger Bowl" - 4:07
5. "Spindrift" - 5:24
6. "The Main Monkey Business" - 6:01
7. "The Way the Wind blows" - 6:28
8. "Hope" - 2:02
9. "Faithless" - 5:31
10. "Bravest Face" - 5:12
11. "Good News First" - 4:52
12. "Malignant Narcissism" - 2:17
13. "We Hold On" - 4:13